# Linia kolejowa Trebišov – Výh Slivník
Linia kolejowa Trebišov - Výh Slivník – linia kolejowa na Słowacji przebiegająca od stacji kolejowej Trebišov do posterunku Výh Slivník.
Na całej długości przebiega równolegle do szerokotorowej linii kolejowej Užgorod UA – Maťovce ŠRT – Haniska pri Košiciach ŠRT.